# Territori de Lucus
El territori de Lucus va ser un dels cinc territoris en què es va dividir el protectorat espanyol del Marroc el 1935 i va perdurar fins a la independència del Marroc. Abans de la reorganització territorial del protectorat el 1943 es va dir regió Occidental. Estava situat en la part més occidental del protectorat, confinant amb els territoris de Jebala i Xauen a l'est.

## Etimologia

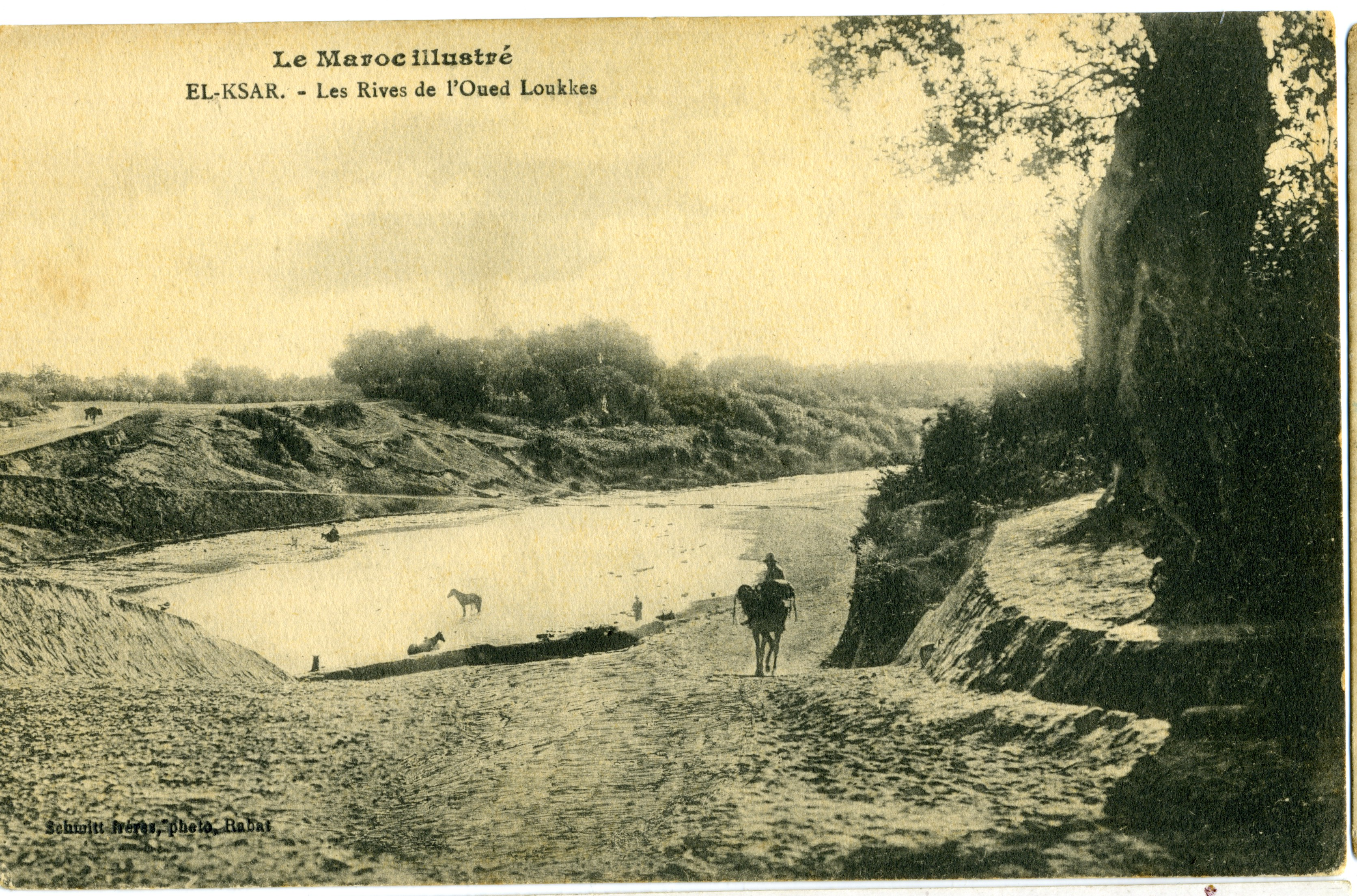
Vista del riu Lucus al seu pas per Kasr al-Kabir.

Aquest territori pren el seu nom del riu Lucus el qual formava frontera amb el protectorat francès del Marroc i desemboca en l'oceà Atlàntic a través de la ciutat de Larraix, capital de la regió (municipi de 30.000/40.00 habitants entre 1935/1956). Altres municipis importants eren : Alcazar (Alcazarquivir: 32.000 habitants en 1956), Arcila (14.000 habitants en 1956) i Soc el Tlata de Raixana.

## Qadidats
Al desembre de 1934 el Qadi de Regió residia a Larraix. Lucus estava dividit en dos qadidats amb en les següents càbiless:

### Qadidat d'Arcila (Assilah)
- Garbía

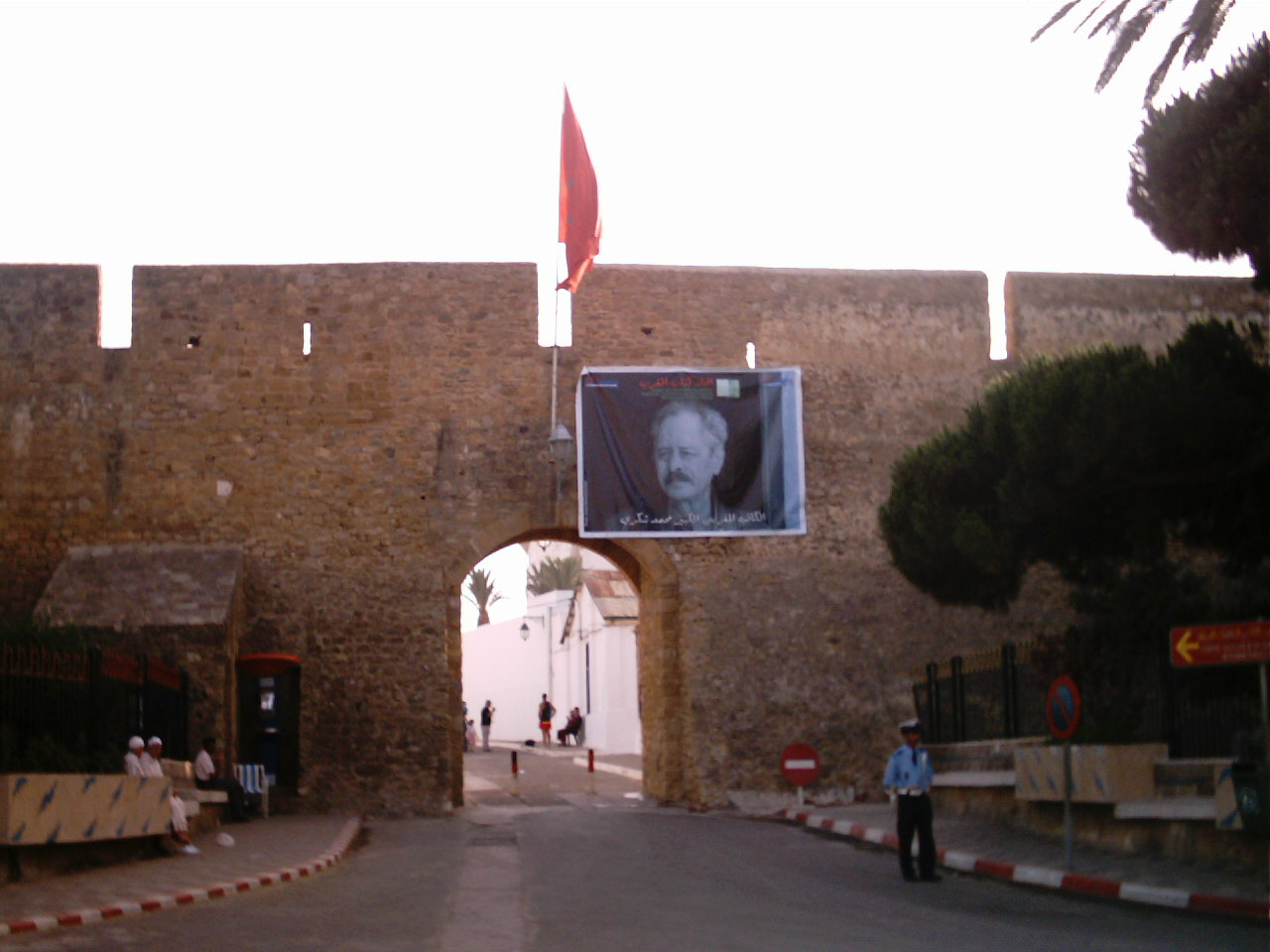
Muralla portuguesa d'Assilah.

- Sahel, Arcila, o Arzila (en àrab أصيلة Aṣīla), transcrit en francès, Assilah), seu del qadidat de circumscripció.
- Amar
- Bedor
- Msora
- Bedaua
- Beni Aros
- Beni Gorfet

### Qadidat d'Alcazarquivir
- Sumata
- Beni Issef
- Beni Scar
- Ahl Sherif
- Jolot, Alcazarquivir (en àrab, القصر الكبير Al-Qaṣr Al-Kabīr; en transcripció francesa, Ksar-el-Kébir), seu del qadidat de circumscripció.
- Jolot i Tilig, Larraix (en àrab, العرائش Al-‘Araish)